# تلمبه نظری (سیرجان)
تلمبه نظری یک منطقهٔ مسکونی در ایران است که در دهستان گلستان (سیرجان) واقع شده‌است. تلمبه نظری ۲۳ نفر جمعیت دارد.